# Северные 24 парганы
Северные 24 парганы (англ. North 24 Parganas, бенг. উত্তর চব্বিশ পরগণা জেলা) — округ в индийском штате Западная Бенгалия. Образован в 1986 году. Расположен на юге Западной Бенгалии. Административный центр округа — Барасат. Среди округов Западной Бенгалии, занимает 10-е место по площади, первое по количеству жителей и 3-е по плотности населения (более 2000 чел. на кв. км).
На севере граничит с округом Надия, на северо-востоке и востоке — с Бангладеш, на юге — с округом Южные 24 парганы, на юго-западе и западе — с округами Колката, Хаура и Хугли.